# Бангладеш на Светском првенству у атлетици у дворани 2024.
Бангладеш је учествовао на 19. Светском првенству у атлетици у дворани 2024. одржаном у Глазгову од 1. до 3. марта трећи пут. Репрезентацију Бангладеша представљао је 1 такмичар који се такмичио у трци на 60 метара.,
На овом првенство такмичар Бангладеша није освојио ниједну медаљу али је оборио национални i лични рекорд.

## Учесници
Мушкарци:
- Имранур Рахман — 60 м

## Резултати

### Мушкарци
| Атлетичар      | Дисциплина | Лични рекорд | Квалификације | Квалификације | Полуфинале | Полуфинале | Финале       | Финале | Детаљи |
| Атлетичар      | Дисциплина | Лични рекорд | Резултат      | Место         | Резултат   | Место      | Резултат     | Место  | Детаљи |
| -------------- | ---------- | ------------ | ------------- | ------------- | ---------- | ---------- | ------------ | ------ | ------ |
| Имранур Рахман | 60 м       | 6,59 НР      | 6,64(.637) КВ | 3. у гр. 7    | 6,70(.697) | 8. у гр. 2 | 21 / 49 (50) |        |        |